# San Nicolás Tolentino, San Luis Potosí
San Nicolás Tolentino är en ort i Mexiko.   Den ligger i kommunen San Nicolás Tolentino och delstaten San Luis Potosí, i den centrala delen av landet, 300 km norr om huvudstaden Mexico City. San Nicolás Tolentino ligger 1 465 meter över havet och antalet invånare är 5 547.
Terrängen runt San Nicolás Tolentino är huvudsakligen kuperad, men åt nordväst är den platt. San Nicolás Tolentino ligger nere i en dal. Runt San Nicolás Tolentino är det glesbefolkat, med 9 invånare per kvadratkilometer. San Nicolás Tolentino är det största samhället i trakten. I omgivningarna runt San Nicolás Tolentino växer huvudsakligen savannskog.